# South West Bay
South West Bay är en vik vid ön Heard Island i Heard- och McDonaldöarna (Australien).
Polarklimat råder i trakten. Årsmedeltemperaturen i trakten är −7 °C. Den varmaste månaden är februari, då medeltemperaturen är −1 °C, och den kallaste är augusti, med −10 °C.